# Flovilla
Flovilla é uma cidade localizada no estado americano de Geórgia, no Condado de Butts.

## Demografia
Segundo o censo americano de 2000, a sua população era de 652 habitantes.
Em 2006, foi estimada uma população de 692, um aumento de 40 (6.1%).

## Geografia
De acordo com o United States Census Bureau tem uma área de
5,0 km², dos quais 5,0 km² cobertos por terra e 0,0 km² cobertos por água.

## Localidades na vizinhança
O diagrama seguinte representa as localidades num raio de 32 km ao redor de Flovilla.